# قاقلاوا (سقز)
قرية قاقلاوا (بالكردية: قاقڵاوا) هي إحدى القرى التابعة لـترجان في ريف قسم مركزي من مقاطعة سقز، في محافظة كردستان الإيرانية.

## السكان
حسب إحصاءات سنة 2006، بلغ إجمالي السكان في قاقلاوا 99 نسمة وعدد المساكن 16 مسكن. لغة سكان قاقلاوا هي اللغة الكردية و هم من أهل السنة والجماعة والمذهب الشافعي.